# Mellanårsvalet i USA 2006
Mellanårsvalet i USA 2006 hölls den 7 november 2006 till representanthuset (samtliga platser) och senaten (en tredjedel av platserna). Samtidigt hölls guvernörsval i flera delstater.
Demokraterna fick majoritet i både representanthuset (232 mandat mot republikanernas 203) och i senaten (49 mot 49). Demokraterna uppnådde majoritet i senaten genom de två oberoende senatorena Joe Lieberman och Bernie Sanders, som öppet samarbetar med det demokratiska partiet. Därmed uppnåddes antalet 51 av 100 platser i senaten.
Demokratiska utmanare besegrade republikanska senatorer i hela sex delstater, Ohio, Pennsylvania, Rhode Island, Missouri, Montana och Virginia. Tidigare har republikanerna haft majoritet i båda kamrarna.
I och med resultatet fick USA sin första kvinnliga talman, demokraten Nancy Pelosi.